# اشعاب اللزي

تعديل مصدري - تعديل

اشعاب اللزي هي إحدى قرى عزلة سرار بمديرية سرار التابعة لمحافظة أبين، بلغ تعداد سكانها 61 نسمة حسب تعداد اليمن لعام 2004.